# Ogcodes gibbosus
Ogcodes gibbosus is een vliegensoort uit de familie van de spinvliegen (Acroceridae). De wetenschappelijke naam is voor gepubliceerd in 1758 door Linnaeus in de tiende editie van Systema naturae.